# Биолошке теорије старења
Биолошке теорије старења имају за циљ да објасне узроке и механизме старења на нивоу ћелије, органа и организма као целине. Већина савремених теорија биолошког старења су међусобно сличне и полазе од заједничких претпоставки. До данас је предложено више од 300 теорија старења које покушавају да објасне овај веома комплексан процес. 

## Историјат истраживања феномена старења
Први покушаји научног објашњења старења јављају се крајем 19. века. У једном од првих радова Август Вајсман (August Weismann) 1889. доноси теорију програмиране смрти. Важан корак у истраживању овог феномена био је рад професора Питера Медавара (Peter Medawar), изложен пред Лондонским краљевским друштвом 1951, под називом Нерешен проблем у биологији (An Unresolved Problem in Biology). Рад је поставио основна начела читавој серији нових истраживања и теорији старења познатој као теорија акомулираних мутација.
Следећих 25 година истраживања старења су имала првенствено описни карактер. Тако, почев од краја 70их година прошлог века, настаје велики број теорија које су покушавале да објасне старење. То најбоље илуструје податак да је у извесном приказу, које је 1990. публиковао Калеб Финч, набројано је чак око 4 000 цитата. Крајем 1990их година ситуација постаје јаснија тако да већина аутора има заједничке ставове.

## Класификација теорија старења
Класификација ових теорија извршена је према различитим критеријумима и у највећем броју случајева ниједна од класификација није задовољила већину научника који се баве проблемом старења. Сам процес старења је толико сложен да је највероватније последица како генетичких тако и стечених интеракција и процеса, што отежава његово дефинисање на основу једностарног посматрања. Главне биолошке теорије старења обухватају еволуциони, системски и ћелијски ниво.

### Еволуционе теорије
Заснивају се на Дарвиновој теорији еволуције природног одабирања и које покушавају да објасне да се разлика у дужини живота биолошких врста заснива на процесима мутација и селекције гена. Припадају им:
- теорија програмиране смрти
- теорија акомулације мутација
- теорија антагонистичке плеитропије
- теорија неинвестирања у соматске ћелије

### Системске теорије
Узрок старења ове теорије проналазе ван ћелије. Разликују се:
- имунолошка теорија
- неуроендокрина теорија
- теорија стреса

### Ћелијске теорије[тражи се извор]
Заснивају се на бројним подацима који указују да се током живота у ћелијама накупљају оштећења која доводе до постепеног смањивања њихових функција и способности раста. Теорије које узроке старења проналазе у самој ћелији су: 
- мембранска теорија
- митохондријска теорија
- теорија репликативне старости
- теорија теломера